# Kevin Bright
Kevin S. Bright, född 15 november 1954 i Manhattan New York USA, är en amerikansk TV-producent och regissör mest känd för Vänner och Joey. Hans föräldrar heter Shirley Peltz och Jackie Bright. Han är gift med Claudia Jean Wilsey och tillsammans har de två barn.

## Karriär
Efter att ha avslutat gymnasiet påbörjade han en utbildning inom historia på college. Efter en termin valde han att avbryta skolan och valde istället att fokusera sin utbildning på film och television. De första två åren på college studerade han vid Plattsburgh State University, och under sitt junior year bytte han till Emerson College och avslutade sina sista två år där, 1976. Efter att ha avslutat sina studier vid college arbetade han med Joseph Cates, där han producerade specialer för Johnny Cash och David Copperfield. Han flyttade så småningom till Los Angeles för att fortsätta sin karriär, med hjälp av Walter Miller.
Han började söka efter arbete och fick anställning i en sitcomserie producerad av Don Van Atta som hette "Madame’s Place". Under 1980-talet började han producera komedispecialer för Cinemax och HBO, där han bland annat samarbetade med Paul Shaffer. Efter dessa projekt startade han sitt eget produktionsbolag, Kevin Bright Productions, på Riverside Drive i Sherman Oaks. Under 1990 påbörjade han sin karriär genom att medverka i pilotserien "In Living Color", vilket resulterade i hans första Emmy-vinst. Därefter engagerade han sig i arbetet med serien "Dream On", där han agerade som exekutiv producent, där Marta Kauffman och David Crane också medverkade. Detta samarbete ledde till ett partnerskap mellan dem.
Efter ett avslutat kontrakt för Dream On, började hans arbete med skapandet av serien Vänner. År 1994 hade serien premiär, vilket kom att bli en av de mest populära tv komediserier genom tiderna. Han hade rollen som exekutiv producent, men kom även att regissera över 50 episoder av serien.  År 2004 sändes det sista avsnittet av vänner med över 50 miljoner tittare, vilket regisserats av Kevin.
År 2002 vann han sin andra Emmy award för serien vänner.'
Efter arbetet med serien Vänner, regisserade han även från 2004-2006 spinn-off serien Joey.